# Speedcore
Speedcore je hudební styl, jedna z nejagresivnějších forem hardcoru, rovněž je speedcore nejrychlejší hudební styl vůbec.
To zejména kvůli vysokému BPM, které se může pohybovat mezi 240 a 1000. Dříve se speedcore používal při zakončení různých Gabber setů nebo na konci parties, ale později se z něj vyvinul naprosto samostatný styl. Velmi častým prvkem speedcoru je kromě zkreslených synthů také samplování z filmů obsahujících násilí; během speedcorových setů se často využívá scratchování. Speedcorové tracky také občas mají politický nebo antiestablishmentský podtext.
Speedcore vznikl v roce 1993 v USA, konkrétně v New Yorku prostřednictvím dnes už speedcorových legend Disciples Of Annihilation (D.O.A.).
V současnosti bývá Speedcore často spojován se styly Splittercore nebo Extratone (či Extratöne).
Tyto styly nebyly nikdy oficiálně uznány jako sub-žánry, spíše se jedná o jakousi definici BPM, která se pohybuje na hranici 800 (Splittercore) a 1000+ BPM (Extratone).

## Nejznámější interpreti
- Bonehead
- Disciples Of Annihilation
- DJ R. Shock (Disco Cunt)
- DJ Totschläger
- DJ Plague
- Gabba Front Berlin
- Frazzbass
- Hellseeker
- Komprex
- Kurwastyle Project
- Noisekick
- Noizefucker
- m1dy
- Paranoizer
- Passanger of Shit
- Qualkommando
- Terrorist Kriss
- Terrormasta
- The Destroyer

## Nejznámější labely
- Brain Destruction Records
- Canadian Speedcore Resistance
- Kopfkrank Records
- Masters Of Speedcore
- Special Forces
- Splitterblast Records
- Ultra. Brain Dance
- Underground For Ever
- Wildness Records